# Albanees Nationaal Leger
Het Albanees nationaal leger (Albanees: Armata Kombëtare Shqiptare, AKSh) is een Albanese paramilitaire eenheid. Het werd opgericht in 2001 en opereert hoofdzakelijk in Noord-Macedonië en Servië.
Leden van deze militie vormden een eenheid in het UÇK-M tijdens de  Albanese opstand in Noord-Macedonië en een eenheid in het UÇPMB tijdens het Conflict in de Preševo-vallei in Servië. De leden richtten het Albanees nationaal leger na het Akkoord van Ohrid.
De groep opereert sinds 2001 nog altijd hoofdzakelijk in het westen van Noord-Macedonië en in Preševo, in het zuidoosten van Servië. Sinds het ontstaan heeft de groep de strijdkrachten en politie van  Servië en Noord-Macedonië veelvuldig aangevallen. De groep wordt door deze landen beschouwt als terroristische organisatie, maar werd in 2015 verwijderd  van de  internationale terreurlijst.